# Человек в зелёной перчатке
«Человек в зелёной перчатке» — советский и первый безочковый стереоскопический фильм, снятый режиссёром Николаем Экком на Центральной киностудии детских и юношеских фильмов имени М. Горького. В основе фильма история жизни циркового артиста, эквилибриста Льва Александровича Осинского.

## Сюжет
В фильме раскрывается тема мужества, силы воли и одержимости в достижении поставленной цели.
Григорий Ковелло, первоклассный воздушный гимнаст, на войне теряет руку. Казалось бы, с любимым делом ему придётся навсегда распрощаться, но Григорий Ковелло достигает на первый взгляд недостижимой цели: он возвращается на манеж. С почти сказочной настойчивостью артист блестяще реализует свою поэтическую мечту: создает новый блистательный номер — эквилибр на одной руке, каковым завоёвывает зрительские симпатии.

## В ролях
- Евгений Жаров (Чародей) — главная роль
- Константин Самсонов (Григорий Ковелло)
- Эдуард Изотов (Фёдор Ковелло)
- Евгения Колмыкова (Таня Ковелло)
- Ингрида Андриня (мать Лины и Лина Ковелло — две роли)
- Николай Брилинг (Отто Мюллер)
- Леонид Довлатов (директор цирка)
- Элла Новикова (Лина Ковелло в детстве)
- Надежда Дрозд (Жаннет)
- Галина (Гинда) Адаскина (воздушная гимнастка)
- Александр Алёшичев (клоун)

## Съёмочная группа
- Режиссёр — Николай Экк
- Сценарист — Лев Гросман
- Художник постановщик — Владимир Богомолов
- Оператор — Владимир Чибисов и Виталий Шолин
- Композитор — Никита Богословский